# Asymphorodes
Asymphorodes is een geslacht van vlinders uit de familie prachtmotten (Cosmopterigidae).

## Soorten
- A. acerba Meyrick, 1929
- A. acritopterus Clarke, 1986
- A. acrophrictis Meyrick, 1934
- A. admiranda Meyrick, 1934
- A. amblysoma Clarke, 1986
- A. balanotis Meyrick, 1934
- A. bipunctatus Clarke, 1986
- A. canicoma Clarke, 1986
- A. circopis Meyrick, 1929
- A. cirsodes Meyrick, 1929
- A. coesyrias Meyrick, 1929
- A. chalcozona Meyrick, 1934
- A. diamphidius Clarke, 1986
- A. ergodes Meyrick, 1934
- A. holoporphyra Meyrick, 1934
- A. ingravescens Meyrick, 1934
- A. interstincta Meyrick, 1929
- A. lenticula Clarke, 1986
- A. leptotes Clarke, 1986
- A. leucoterma Meyrick, 1929
- A. mediostriatus Clarke, 1986
- A. monoxesta Meyrick, 1929
- A. myronota Meyrick, 1929
- A. nebrias Clarke, 1986

- A. nephocirca Meyrick, 1929
- A. oculisignis Meyrick, 1934
- A. ochrogramma Clarke, 1986
- A. phaeochorda Meyrick, 1929
- A. plectographa Meyrick, 1929
- A. poliopterus Clarke, 1986
- A. polluta Meyrick, 1929
- A. porphyrarcha Meyrick, 1929
- A. remigiata Clarke, 1986
- A. seminiger Clarke, 1986
- A. sericeus Clarke, 1986
- A. sphenocopa Meyrick, 1929
- A. trichogramma Clarke, 1986
- A. valligera Meyrick, 1929
- A. xanthostola Meyrick, 1934
- A. xestophanes Meyrick, 1934